# (1870) Glaucos
Pour les articles homonymes, voir Glaucos.
(1870) Glaucos ou (1870) Glaukos internationalement, est un astéroïde troyen de Jupiter. Il a été découvert le 24 mars 1971 par les astronomes Cornelis van Houten, Ingrid van Houten-Groeneveld et Tom Gehrels à l'observatoire Palomar.

## Caractéristiques
Il partage son orbite avec Jupiter autour du Soleil au point de Lagrange L5, c'est-à-dire qu'il est situé à 60° en arrière de Jupiter.
Son nom fait référence à Glaucos fils d'Hippoloque.
Sa désignation provisoire était 1971 FE.